# Catagramma apollinaris
Catagramma apollinaris är en fjärilsart som beskrevs av Charles Oberthür. Catagramma apollinaris ingår i släktet Catagramma och familjen praktfjärilar. Inga underarter finns listade i Catalogue of Life.